# 韃靼斯坦共和國國旗
韃靼斯坦共和國國旗于1991年11月29日開始啟用，由乌利·泰维勒設計。綠色是伊斯蘭的象徵色，代表韃靼人；紅色代表俄羅斯人。綠色和紅色中間的白色線條代表韃靼人和俄羅斯之間的和平。

## 其他旗帜

金帐汗国(14世纪)
喀山汗国
阿的里-乌拉尔国 (1918年)
鞑靼苏维埃社会主义共和国(1926-1937)
鞑靼苏维埃社会主义共和国 (1937-1939)
鞑靼苏维埃社会主义共和国 (1939-1954)
鞑靼苏维埃社会主义共和国 (1954-1978)
鞑靼苏维埃社会主义共和国 (1978-1991)